# 고난받는 의인의 시
《고난받는 의인의 시》(The Poem of the Righteous Sufferer: 지혜문학) 또는 《루드룰 벨 네메키》(Ludlul bēl nēmeqi→지혜의 주님을 찬양할지라)는 메소포타미아의 시이다.
바빌로니아의 욥이라고 부른다. 구약 성서 <욥기(記)>와 같이 정직한 사람이 왜 고생해야 하는가(의인의 고난)의 문제를 다루고 있기 때문이다. 현존 원본은 기원전 7세기의 것으로 성립 연대는 바빌로니아 제1왕조 시대 초기(기원전 19세기)이다. 네 개의 점토판에 씌어졌는데 본래 약 480행에 달했다고 생각되며 상당수가 훼손되었다.
제1판은 지혜의 주를 찬미하고, 제2판은 인생의 고통을 회상하며, 절망하여 신에게 항의한 끝에 죽음의 구원을 동경한다. 제3-4판은 고통받는 자의 죄의 고백, 건강과 번영의 회복이다.
인생의 고난과 허무를 주제로 한 지혜문학의 한 장르는 수메르 문학에서 시작되어 바빌로니아에서는 <주인과 하인과의 문답>등에서 볼 수 있으며, 특히 이집트에서는 제1중간기에서 중왕국기(中王國期)에 걸친 사회적 불안과 혼란의 시기에 <이프 웨르의 경고> <삶에 지친 인간과 그의 넋과의 대화> 등이 생겨났다. 구약 성서에서는 <전도서(傳道書)>가 그것이다.

## 같이 보기
- 욥기
- 악의 문제